# 觀音 (大字)
觀音，原稱石觀音，是臺灣桃園市觀音區的一個傳統地域名稱，也是全區行政中心所在地，位於該區西部。相較於今日行政區，其範圍大致為觀音里不含西北狹長地帶及東南部觀音溪以東地區。

## 歷史

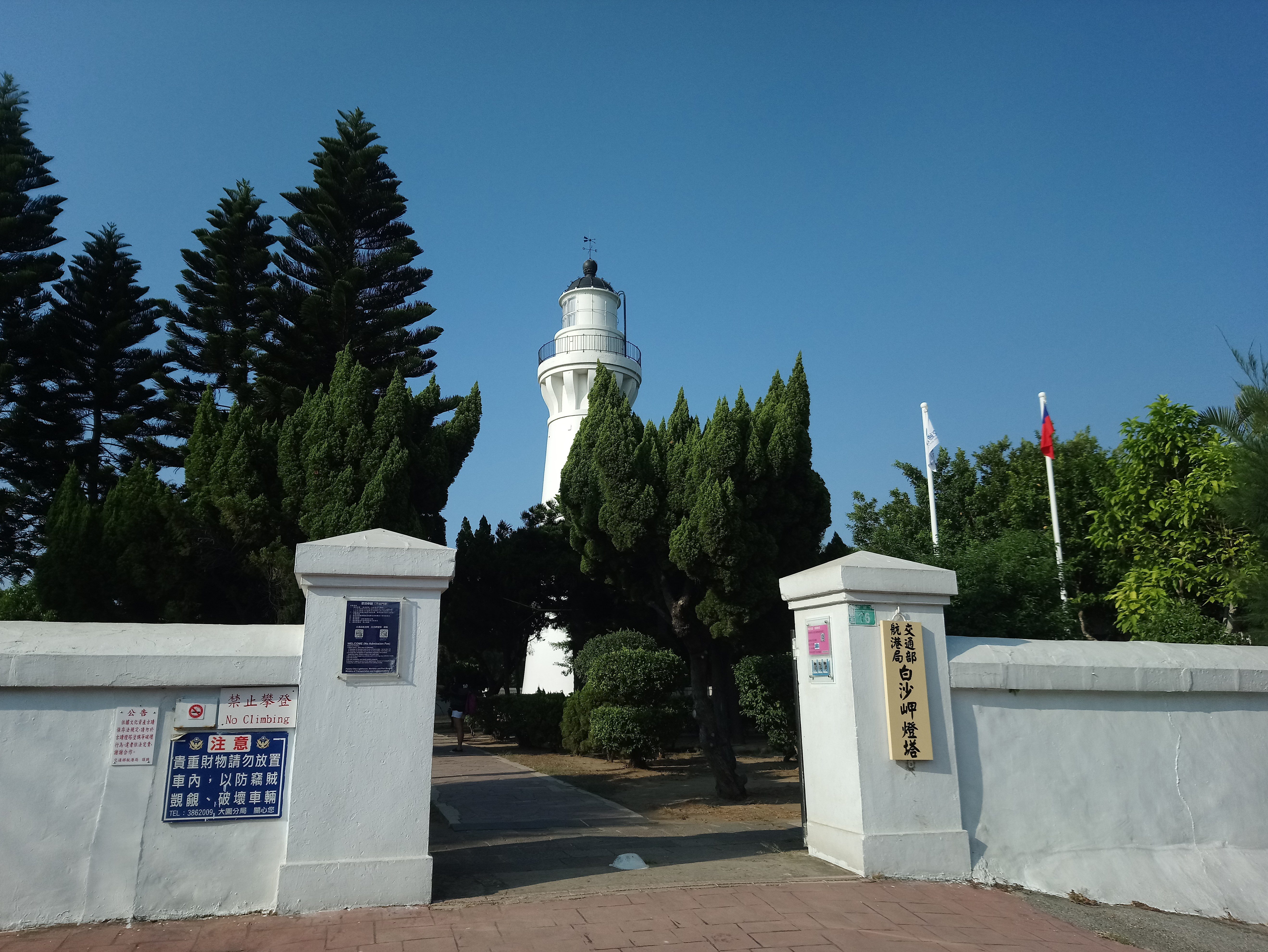
白沙岬燈塔。

台灣清治末期至日治初期，觀音地區為一街庄，稱為「石觀音庄」，隸屬於竹北二堡。該庄西北臨台灣海峽，東北與白沙墩庄為鄰，東南邊為三座屋庄，西南邊為大潭庄。
1901年（日治明治三十四年）11月，全台廢縣廳改設二十廳，該庄隸屬於桃仔園廳。1903年（明治三十六年），改名桃園廳。1909年（明治四十二年）10月，合併二十廳為十二廳，該庄隸屬不變。1920年（大正九年），廢十二廳改設五州二廳，該庄改制並改名為「觀音」大字，隸屬於新竹州中壢郡觀音庄，大字下有「觀音」、「新坡下」小字名。
戰後觀音庄改制為觀音鄉，隸屬於新竹縣，大字亦改制為村。1950年桃、竹、苗分治，觀音鄉改隸屬於桃園縣。2014年12月，桃園縣升格為直轄桃園市，觀音鄉改制為觀音區，村亦改制為里。

## 聚落
本地區發展較早的聚落有石觀音（觀音）、新坡下等，在日治期初期的官方地圖上已有記載。此外，本地區尚有彭厝、歐厝、廟前、塘頭聚落。

## 交通
省道台15線（濱海路廣興段～武威段）是關渡至香山的傳統北台灣西部海岸平面幹道，也是觀音市區往東及往西南的聯外道路，大致以東北—西南走向轉東南—西北走向經過觀音地區東南部及西南部邊界外不遠處並經過一小段邊界，隨後轉向西南遠離本地區。由該道路向東北可前往大園、坑子口、大南灣、八里等地，向西南可前往崁頭厝、紅毛港、坑子口樹林子（坑子口地區北部）、貓兒錠、舊港等地，其中坑子口樹林子至貓兒錠南端鳳山溪橋路段與省道台61線（西部濱海快速公路）共線。省道台15線在本地區的路段屬觀音市區南側外環道。
省道台61線又稱「西部濱海快速公路」，是八里至安南的快速公路，大致以東北—西南走向蜿蜒經過本地區西北部近海岸地帶。由該道路向東北可前往大園、林口、八里等地，向西南西可前往大潭後終止主線（高架道路）通車路段，續行兩側平面車道可前往紅毛港、坑子口、貓兒錠後，兩側車道止於鳳山溪橋南岸，並以省道台15線作為代用道路至香山浸水橋始續接快速公路主線以前往中南部。
市道112號（信義路、甘泉街、中山路）是觀音至大溪崎頂的道路，也是觀音市區往東南的聯外道路，大致以西南西—東北東走向轉西北—東南走向經過本地區中部。由該道路向西南西出境不遠即止於省道台15線路口，向東南可前往中壢、八德、大溪崎頂等地。
市道115號（文化路）是觀音至芎林的道路，也是觀音市區往南南東的聯外道路，其北側端點位於市區的市道112號路口。由此向南南東轉南南西再轉南南東出境後不遠處，即與省道台15線交會，續行可前往新屋、楊梅、新埔等地。
區道桃89線（和平路、仁愛路）是觀音至新屋的道路，也是觀音市區往南南西的聯外道路，其北側端點位於市區市道112號路口。由此向南南東轉西南於邊界處與省道台15線交會後，轉向南南西可前往保生、尾湖、新屋市區並止於中正路路口。
區道桃38線（中興路）是觀音至海濱的道路，其西南側端點位於觀音市區的市道112號路口。由此向北北西隨即出境，其後轉東北東原可通往大堀溪出海口，因所經地區興建桃園科技園區而進行市地重劃，現只能通至科技工業園區裡的白玉南路、桃科九路路口。

## 學校
- 觀音國小
- 新坡國民小學
- 觀音國中
- 觀音高中
- 觀音高中附設國中部

## 廟宇
- 甘泉寺（觀音寺，為地名由來）